# 1633 en arts plastiques
| Années des arts plastiques : 1630 - 1631 - 1632 - 1633 - 1634 - 1635 - 1636    |
| Décennies des arts plastiques : 1600 - 1610 - 1620 - 1630 - 1640 - 1650 - 1660 |

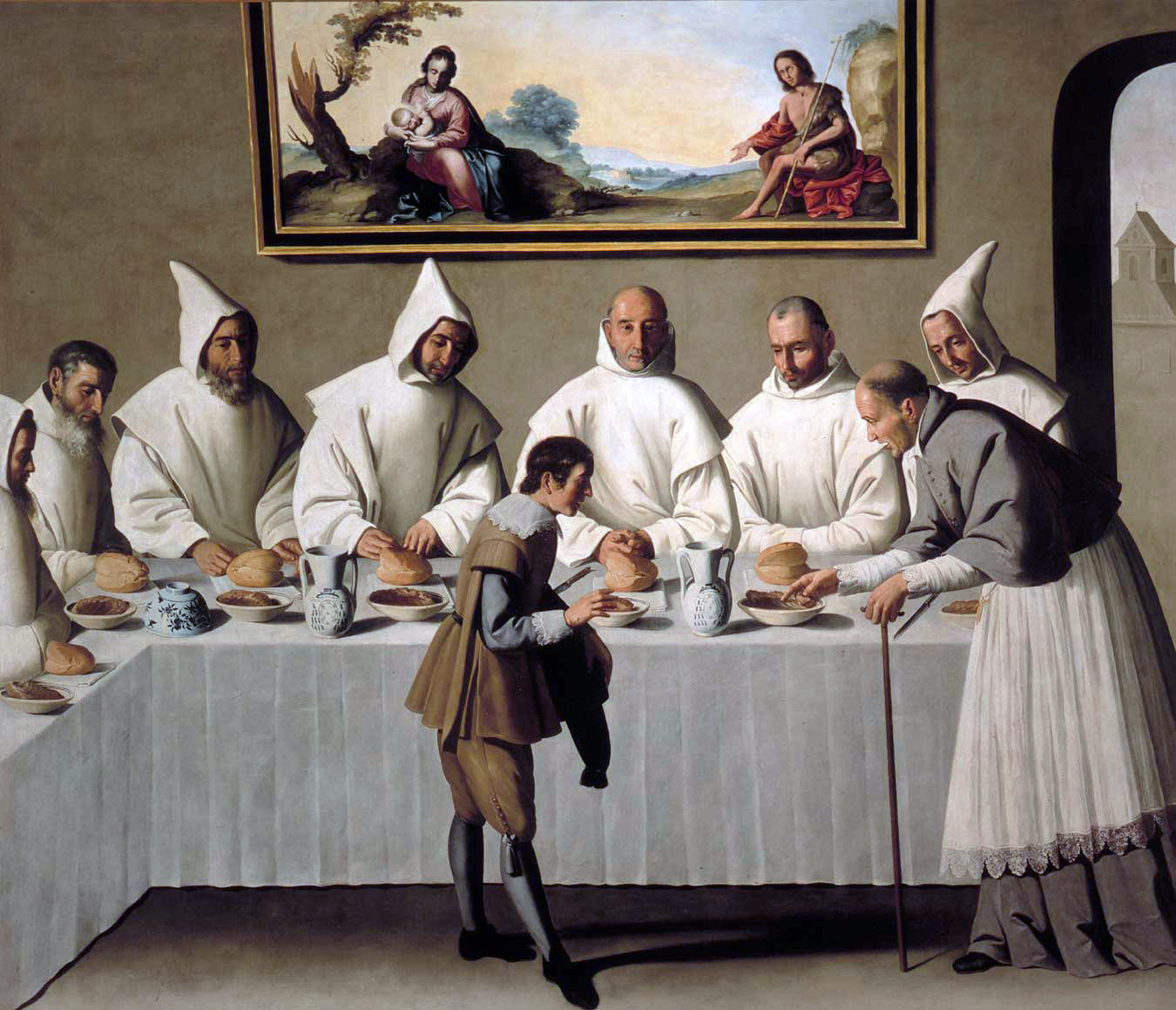
Saint Hugues au réfectoire des Chartreux
1630-1635 (262 × 307 cm)
Séville, Musée des Beaux-Arts.

Cette page concerne l'année 1633 en arts plastiques.

## Œuvres
- Les Grandes Misères de la guerre, 18 eaux-fortes de Jacques Callot
- Le Christ dans la tempête sur la mer de Galilée, tableau de Rembrandt.

## Naissances
- 20 février : Jan de Baen, peintre néerlandais († 8 mars 1702),
- 26 mars : Mary Beale, peintre anglaise († 1699),
- 19 avril : Willem Drost, peintre et imprimeur néerlandais († 25 février 1659),
- 19 octobre : Benedetto Gennari le Jeune, peintre italien de l'école de Bologne († 9 décembre 1715),
- ? décembre : Willem van de Velde le Jeune, peintre de marine néerlandais († 6 avril 1707),

- ? :
  - Agostino Bonisoli, peintre baroque italien († 1700),
  - Juan Antonio de Frías y Escalante, peintre espagnol († 1669),
  - Hendrik Herregouts, peintre baroque flamand de l'école d'Anvers († 1704),
  - Johannes Raven le Jeune, dessinateur et peintre néerlandais († 23 octobre 1662),
  - Johannes Leemans, peintre néerlandais († 1688),
  - Frederik de Moucheron, peintre néerlandais († 2 janvier 1686),
  - Isaac Sailmaker, peintre de marine néerlandais († 28 juin 1721).

## Décès
- 15 mars : Giovanni Antonio Scaramuccia, peintre baroque italien (° vers 1570),
- 18 mars : Giovanni Laurentini, peintre maniériste italien (° vers 1550),
- 25 mars : Boëtius Adams Bolswert, graveur néerlandais (° vers 1580),
- 4 avril : Pieter Lastman, peintre  et graveur néerlandais (° 1583),
- 20 octobre : Jean Le Clerc, peintre d'histoire baroque caravagesque (° août 1586),
- 3 novembre : Lucio Massari, peintre italien de l'école bolonaise (° 22 janvier 1569),
- 7 décembre : Jan de Wael I, peintre et graveur flamand (° 1558),
- ? :
  - Alessandro Bardelli, peintre italien (° 1583),
  - Arent van Bolten, sculpteur, dessinateur, designer et orfèvre néerlandais ° 1573),
- Vers 1633 :
- Zhao Zuo, peintre chinois (° vers 1570).